# Теремакау
Тарамакау — річка регіону Західного узбережжя Південного острова Нової Зеландії. Вона бере початок у Південних Альпах біля перевалу Харпер, за 80 кілометрів (50 миль) на схід від Хокітіки, і тягнеться на захід протягом 75 кілометрів (47 миль) у Тасманове море за 15 кілометрів (9,3 милі) на південь від Греймута.

## Інтернет-ресурси
- View up the Taramakau River